# Lophonetta specularioides
L'anatra crestata (Lophonetta specularioides (King, 1828)) è un uccello sudamericano della famiglia degli Anatidi. È l'unica specie del genere Lophonetta.

## Descrizione
La lunghezza totale è di 51 a 61 cm. I maschi, più grandi delle femmine, pesano circa 1.100-1.200 grammi. È una specie particolarmente aggressiva, con un canto simile a un latrato, presenta una coda appuntita, di colore bruno-ocra maculato, groppone e ventre più chiaro. Presenta un'ampia corona (eccetto la fronte) e una lieve cresta scura sulla nuca. Colorazione modesta tranne che in volo dove è possibile osservare lo specchio alare violaceo e bianco. Iride rossa. La femmina si differenzia perché possiede la coda meno appuntita.

## Distribuzione e habitat
Vive nei laghi, nelle paludi e nei fiumi del Cile, dell'Argentina, del Perù e della Bolivia.

## Biologia

### Riproduzione
Depone da cinque a otto uova color crema. L'incubazione dura circa 30 giorni.

### Alimentazione
Si ciba di invertebrati, artropodi e molluschi, ma anche di alghe e piante acquatiche.

## Tassonomia
Sono note due sottospecie:
- Anas specularoides alticola (Ménégaux, 1909) - anatra crestata andina, vive nella cordigliera delle Ande dal Perú e Bolivia fino al nord del Cile e Argentina.
- Anas specularoides specularoides (King, 1828) - anatra crestata del sud, nidifica nel sud del Cile, Argentina e isole Falkland; durante l'inverno questa sottospecie si sposta attraverso le coste verso il nord per raggiungere il centro del Cile e dell'Argentina.

## Conservazione
L'anatra crestata è considerata dalla IUCN Red List come specie a basso rischio (Least Concern).